# Konrad Zschiedrich
Konrad Zschiedrich (* 11. März 1936; † 23. August 2019) war ein deutscher Theaterregisseur, Dramaturg und Übersetzer. Er machte sich insbesondere um die Durchsetzung des irischen Dramatikers Seán O’Casey im deutschen Sprachraum verdient.
Konrad Zschiedrich arbeitete als Regisseur u. a. am Berliner Ensemble, an den Theatern Leipzig, Magdeburg, Cottbus, Senftenberg und Weimar. Ab 1986 inszenierte und unterrichtete er vorwiegend in Barcelona.

## Leben und Wirken
Konrad Zschiedrich absolvierte ein Studium der Theaterwissenschaft an der Theaterhochschule Leipzig. Nach dem Diplom ging er Ende der 1950er Jahre als Dramaturg an das Theater der Altmark Stendal.
1968 übernahm Hans-Dieter Meves die Intendanz des Theaters Magdeburg und holte junge, interessante Regisseure ans Haus – neben Konrad Zschiedrich auch Herbert König. Unter der Leitung von Meves war es möglich, einen interessanten zeitgenössischen Spielplan zu machen. Zschiedrich inszenierte Die Weiberkomödie des damals umstrittenen Dramatikers Heiner Müller. Er untersuchte jedoch auch klassische Texte hinsichtlich ihrer Möglichkeiten, aktuelle gesellschaftliche Entwicklungen kritisch zu reflektieren. Der „Magdeburger Theaterfrühling“ (Thomas Wieck) fand 1972 mit dem Aufführungsverbot von Heiner Müllers Stück Mauser ein jähes Ende. Meves wurde fristlos entlassen und neben anderen verließ auch Konrad Zschiedrich das Magdeburger Theater.
Zum Ende der 1970er Jahre holte der Intendant Manfred Wekwerth Zschiedrich ans Berliner Ensemble, wo er neben anderen Arbeiten gemeinsam mit Wekwerth die Dreigroschenoper mit Ekkehard Schall als Peachum inszenierte.
Seit 1986 lebte Konrad Zschiedrich vorwiegend in Barcelona. Er arbeitete dort an verschiedenen Theatern (darunter dem Teatre Barcelona) und unterrichtete an der Teatre Akadèmia Barcelona sowie am Institut del teatre de Barcelona.

## Theaterarbeiten (Auswahl)
- 1970 William Shakespeare: Romeo und Julia. Übersetzung: B. K. Tragelehn. Theater Magdeburg
- 1971 Heiner Müller: Weiberkomödie. Theater Magdeburg
- 1971 Sean O’Casey: Purpurstaub. Theater Magdeburg
- 1971 Armin Stolper: Zeitgenossen. Nach einem Filmszenarium von Gabrilowitsch und Raisman. Theater Magdeburg
- 1972  Friedrich Schiller: Die Räuber. Theater Magdeburg
- 1973 Georg Büchner: Dantons Tod. Theater Magdeburg
- 1974 Eugen Eschner: König Jörg: Uraufführung. Theater der Freundschaft Berlin
- 1977 Georg Büchner: Dantons Tod. Berliner Arbeiter-Theater Berlin
- 1978 Dario Fo: Bezahlt wird nicht!. Berliner Ensemble
- 1981 Bertolt Brecht: Mann ist Mann. Berliner Ensemble
- 1981 Bertolt Brecht: Die Dreigroschenoper, zusammen mit Manfred Wekwerth. Berliner Ensemble
- 1985 William Shakespeare: Der Widerspenstigen Zähmung. Städtische Theater Leipzig
- 1986 Heiner Müller: Der Auftrag. Poetisches Theater „Louis Fürnberg“, Leipzig
- 1988 Friedrich Schiller: Die Räuber, Nationaltheater Weimar
- 1992 Gotthold Ephraim Lessing: Nathan der Weise. Staatstheater Cottbus
- 2014 Thomas Bernhard: Ritter, Dene, Voss. Teatre Barcelona
- 2016 William Shakespeare: Falstaff. Teatre Akadèmia (Barcelona)

## Übersetzungen (Auswahl)
- Ákos Kertész: Namenstag, 1974
- Seán O’Casey: Das Erntefest (The Harvest Festival), 1971

## Veröffentlichungen (Auswahl)
- Zur Interpretation der Stücke O'Caseys auf den Bühnen der DDR. Material zum Theater 30. Hrsg. vom Verband der Theaterschaffenden der DDR. Berlin 1973
- Klassik und Jugend. In: Theater der Zeit 5/1973